# Xlendi
Xlendi a máltai Gozo egyik üdülőtelepülése. Nevét talán a bizánci xelandion hajótípusról kapta. 2010 márciusától részlegesen önálló tanáccsal (mini-council) rendelkezik.

## Elhelyezkedése

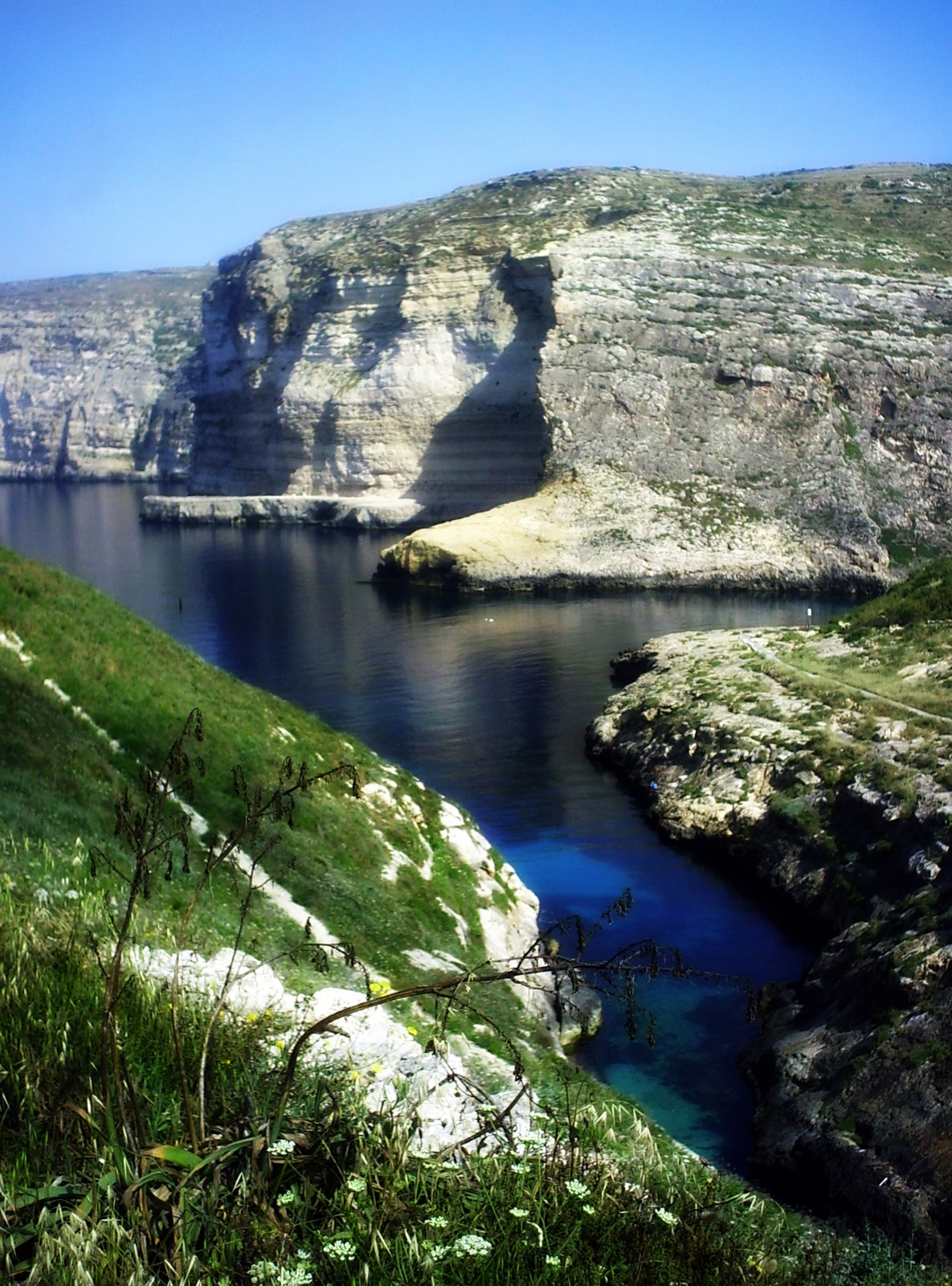
Il-Kantra

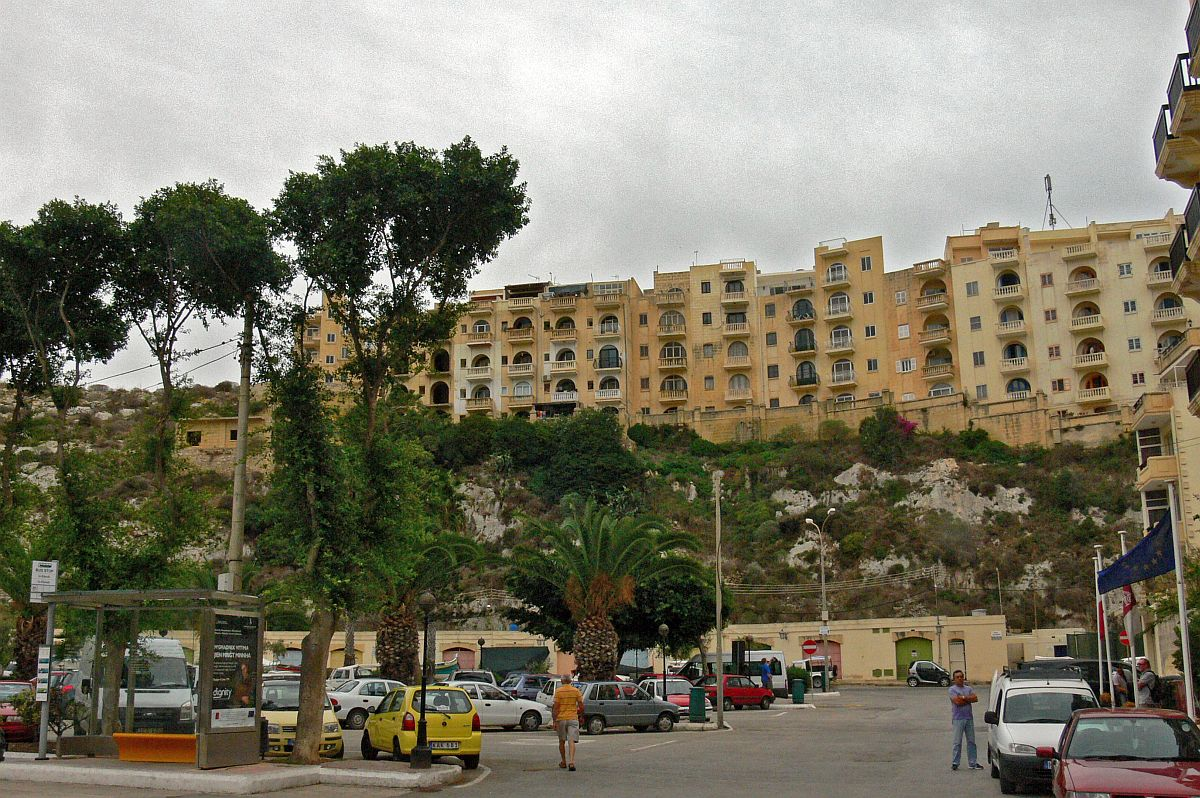
Xlendi felső része a völgyből

Gozo sziget déli partjának legnagyobb nyitott öbölpárjánál épült, ahol a Wied l-Għawdxija és a Lunzjata völgyek elérik a tengert. A nagyobb öböl (Xlendi Creek) lapos, egyenes parttal rendelkezik, nyugat-délnyugat felé nyílik, a másik, az Il-Kantra szűkebb, háromszög alakú, és északnyugat felé nyílik. Előbbiben áll a község alsó, parti része, az öblök közti félszigeten pedig a másik része. A lovagkori őrtorony a Kantra és a tenger közti csúcsos félszigeten áll, ahová a Kantra fölött épült kőhídon lehet átjutni.

## Története
A föníciaiak és a rómaiak is felismerték a kikötő előnyös helyzetét. Előbbiek emlékét leginkább sírok, utóbbiakét az öbölben zátonyra futott hajók rakománya, főleg amforák őrzik. Xlendi első írásos említése (xilendi) 1550-ből származik. Területileg és egyházilag mindig is Sannathoz tartozott. A 17. században őrtorony épült az öböl védelmére, amelyet egészen a függetlenségig használtak katonai célokra. Az 1667-es összeírásban Xilendi néven említik, ekkor egyetlen család lakott itt (8 fő). A 17. századi feljegyzések még 4 kápolnát említenek a községben, ezek később megszűntek. Brichelot és Bremond 1718-ban készült térképén szerepel az Ilchlemdi Aquata név, amely talán a Xlendi név egy változata lehet. Templomának első része 1868-ban épült, majd 1969-től bővítették és 1974-ben szentelték fel. 1957-től Munxar egyházközségének, 1994-től helyi tanácsának része lett. 2010. márciusától ötfős mini-tanács felel a helyi ügyekért.

## Xlendi ma
Elhelyezkedése, kis homokos tengerpartja, és nagyszerű panorámája miatt rendkívül kedvelt a turisták körében. Az öböl bal oldalán álló szikláknál több alkalmas merülőhely van búvárok számára.
A település azonban folyamatos küzdelmet folytat a vízzel: mind a völgyekből lezúduló esővíz, mind a viharos tenger képes elönteni a völgyben épült részt, amit eddig nem sikerült kivédeni. A tenger ezen kívül lassan de biztosan mossa el a turistacsalogató homokos partot.

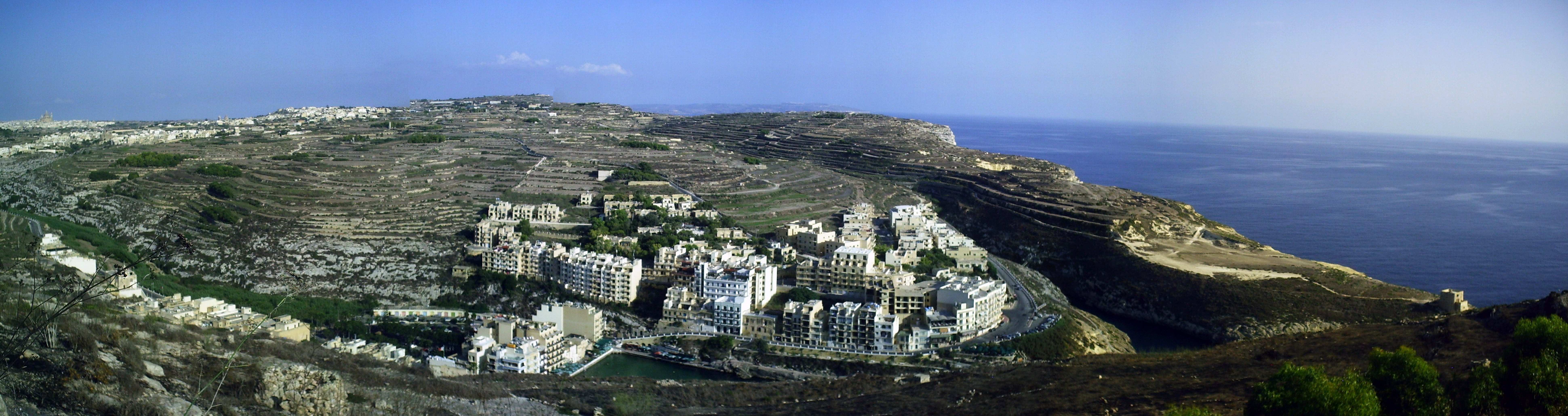
Xlendi panorámája

## Nevezetességei
- Föníciai sírok
- a Xlendi környéki utak

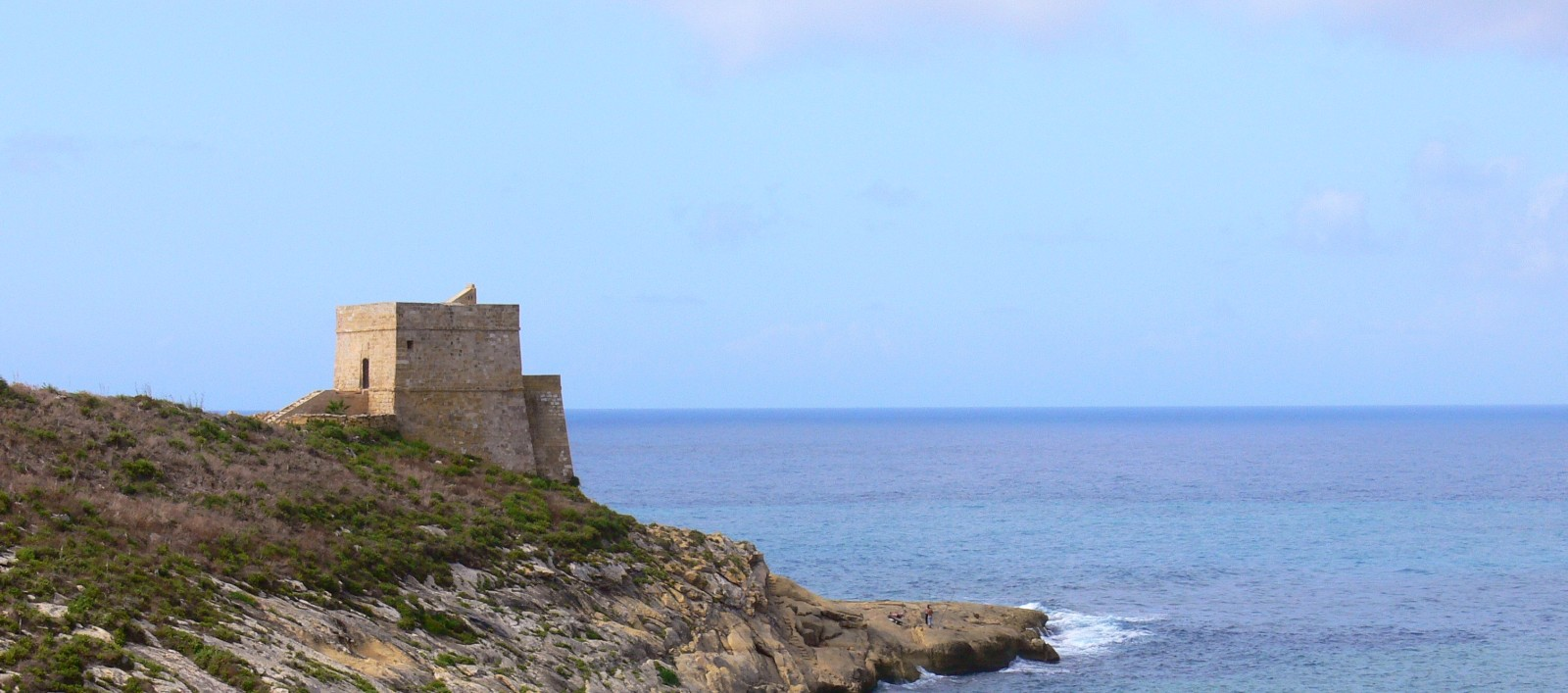
Xlendi őrtornya

- Xlendi torony: a függetlenség elnyerése óta üresen álló tornyot legutóbb 2009. novemberére újították fel, mert az összeomlás veszélyeztette
- Földalatti malom vészhelyzet esetére: 1955-ben épült, 30 méterrel a felszín mögött. Dízelmotorral és 1000 tonna gabona tárolására alkalmas tartállyal szerelték fel a hidegháború miatt. Soha nem használták. Csak engedéllyel látogatható
- Il-Kantra: az öböl másik ága nevét íj-formájáról kapta. Kis sétával kitűnő pihenőhelyet találunk itt, az öböl bejárata jó merülőhely
- Caroline's Cave: a tengeri barlang a sziklákon keresztül közelíthető meg. Nevét Caroline Cauchiról kapta, aki a tulajdonosa volt. Ő alapította a gozói Ágostonos Nővérek zárdáját, amelyre minden birtokát hagyta. A nővérek ezután ide jártak fürdeni
- Víz alatti barlang: a búvárok kedvelt merülőhelye
- Sólepárlók: az őrtorony lábánál lévő medencék sokáig biztosították a helyi családok megélhetését
- A völgy a rendkívül ritka máltai édesvízi rák egyik élőhelye

## Közlekedés

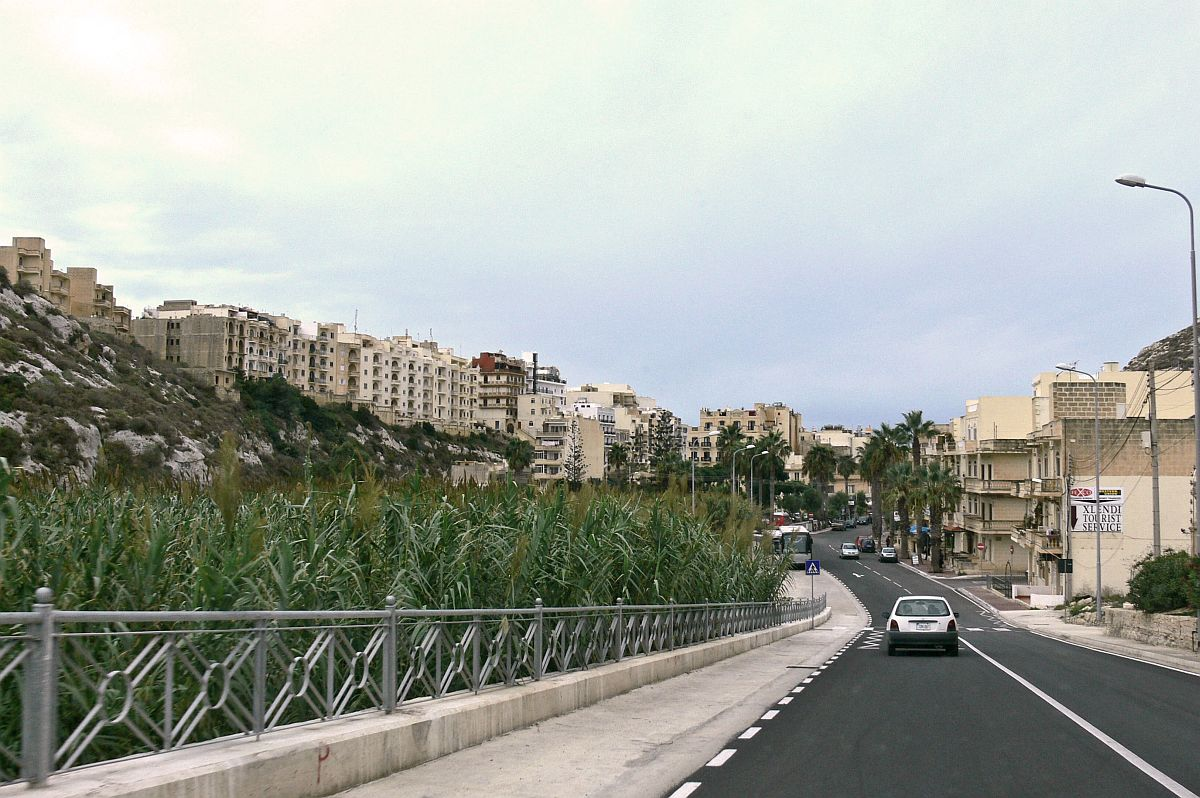
Xlendi bevezető útja

Autóval Munxaron keresztül közelíthető meg. Autóbuszjáratai: 306 és 330 (Xlendi-Rabat). A kormány 2010. márciusában bóját telepíttetett Xlendi partjai elé, hogy a turistahajók ki tudjanak kötni, ám a 238 000 eurós bóját egész szezon alatt mindössze egy hajó akarta használni, és a rossz idő miatt annak is tovább kellett mennie Mġarrba.

## Fordítás
- Ez a szócikk részben vagy egészben  a   Xlendi című angol Wikipédia-szócikk fordításán alapul.  Az eredeti cikk szerkesztőit annak laptörténete sorolja fel. Ez a jelzés csupán a megfogalmazás eredetét és a szerzői jogokat jelzi, nem szolgál a cikkben szereplő információk forrásmegjelöléseként.